# Виноградные листья (кулинария)

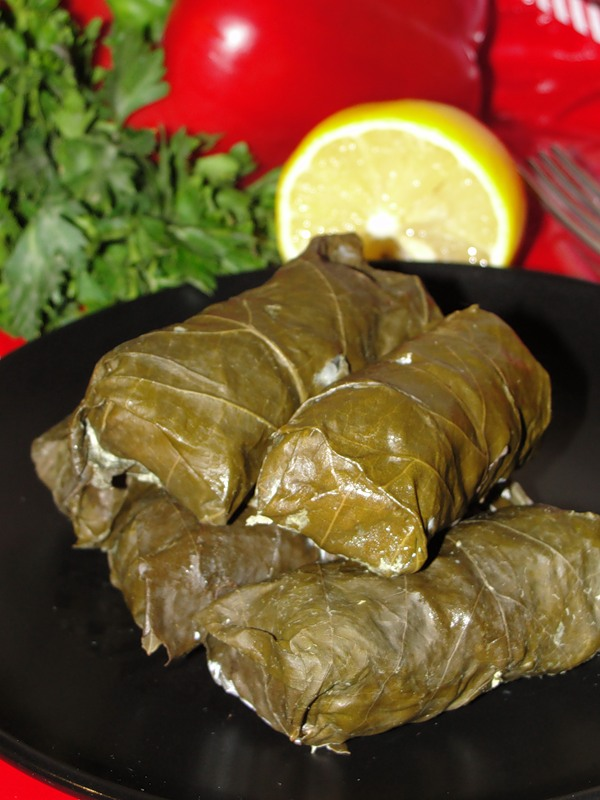
Армянская долма из виноградных листьев

Виноградные листья (листья виноградной лозы) используются в кухнях ряда культур. Их можно использовать свежими или консервировать для приготовления блюд в дальнейшем.
Для приготовления долмы, широко распространенной в Средиземноморье, на Балканах и на Ближнем Востоке, листья фаршируют смесью мяса и риса закручивают. Их также можно применять в других различных рецептах и блюдах. Например, в виноградные листья заворачивают и другие начинки: сыр, творог, рыбу. В узбекской кухне есть коваток палов — с виноградными листьями.
Из листьев винограда варят суп, их добавляют в зелёный борщ, используют в качестве пикантной добавки к супам с зеленью и капустой. А также делают салат.

## Питательность
Консервированные виноградные листья (приготовленные, солёные) состоят на 76 % из воды, на 12 % из углеводов, на 4 % из белков и на 2 % из жиров. В 100 граммах (3,5 унции) листьев содержится 69 калорий, они являются богатым источником (20 % или более дневной нормы, DV), натрия (119 % DV), витамина А (105 % DV), меди (95 % DV), пантотеновой кислоты (43 % DV) и некоторых других витаминов группы В и пищевых минералов.

## В литературе
- Виноградные листья с начинкой из лука, грибов и жгучего драконьего перца подают героям романа «Пир стервятников» Джорджа Мартина[16].

## Галерея

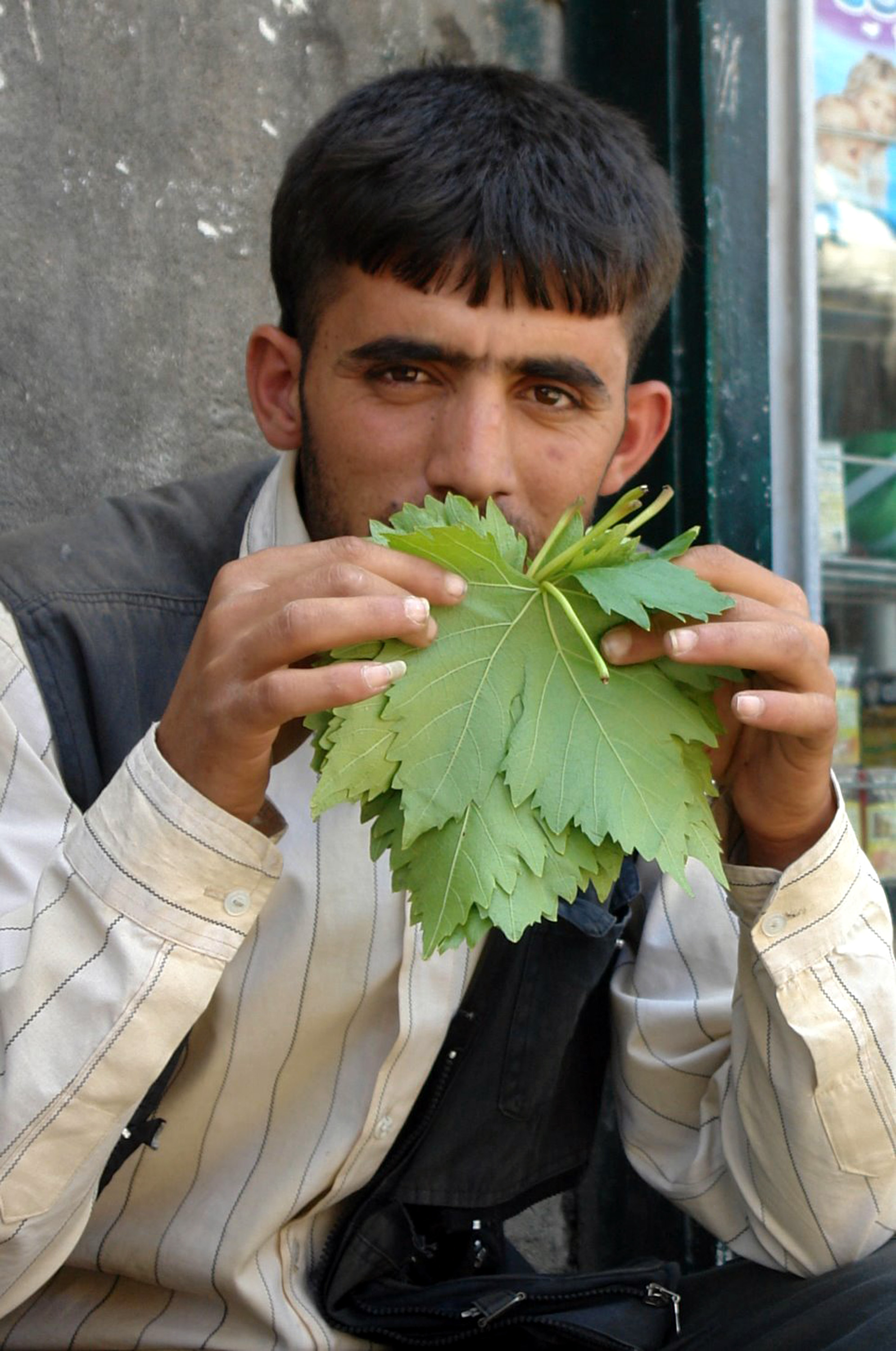
Продавец виноградных листьев в сирийском Дамаске
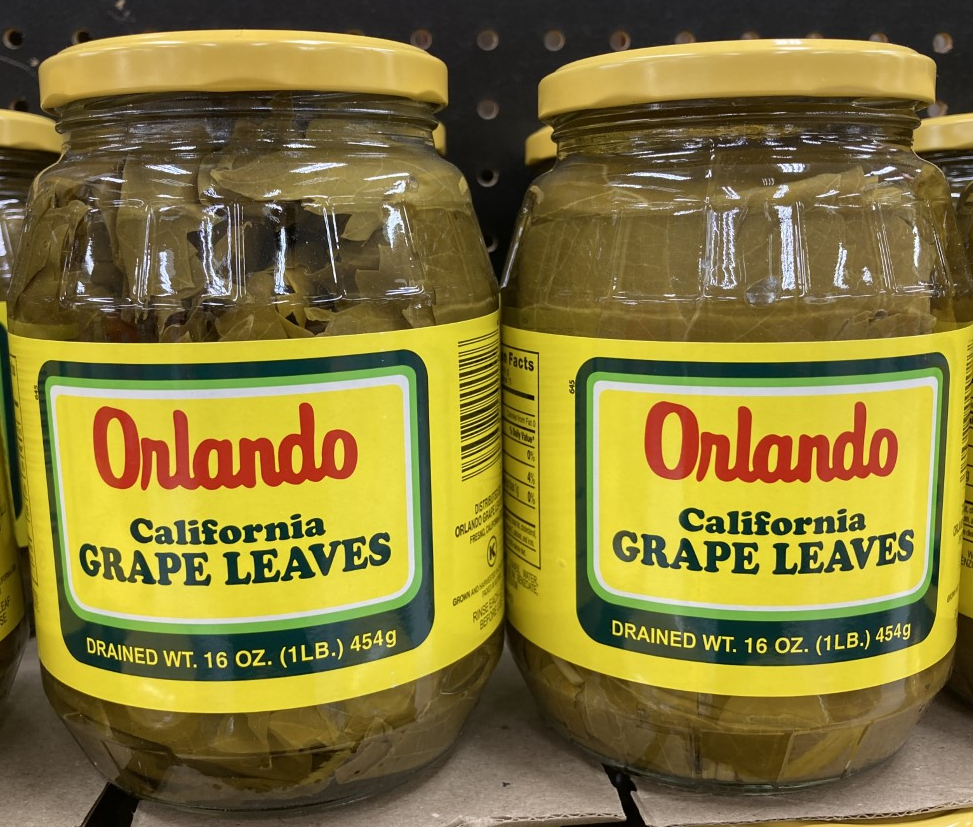
Консервированные виноградные листья
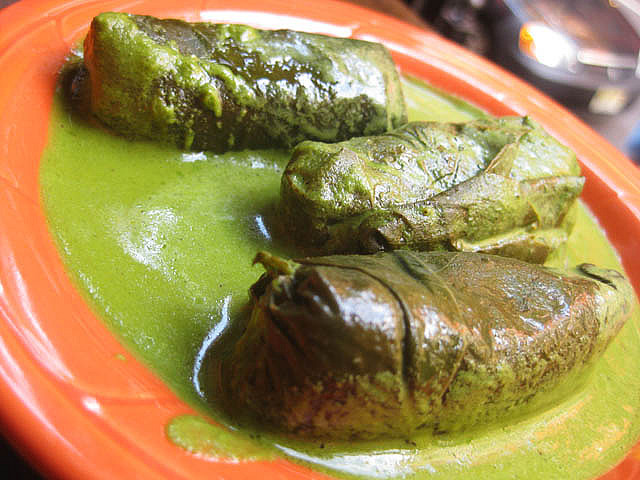
Фаршированные виноградные листья с мятным соусом
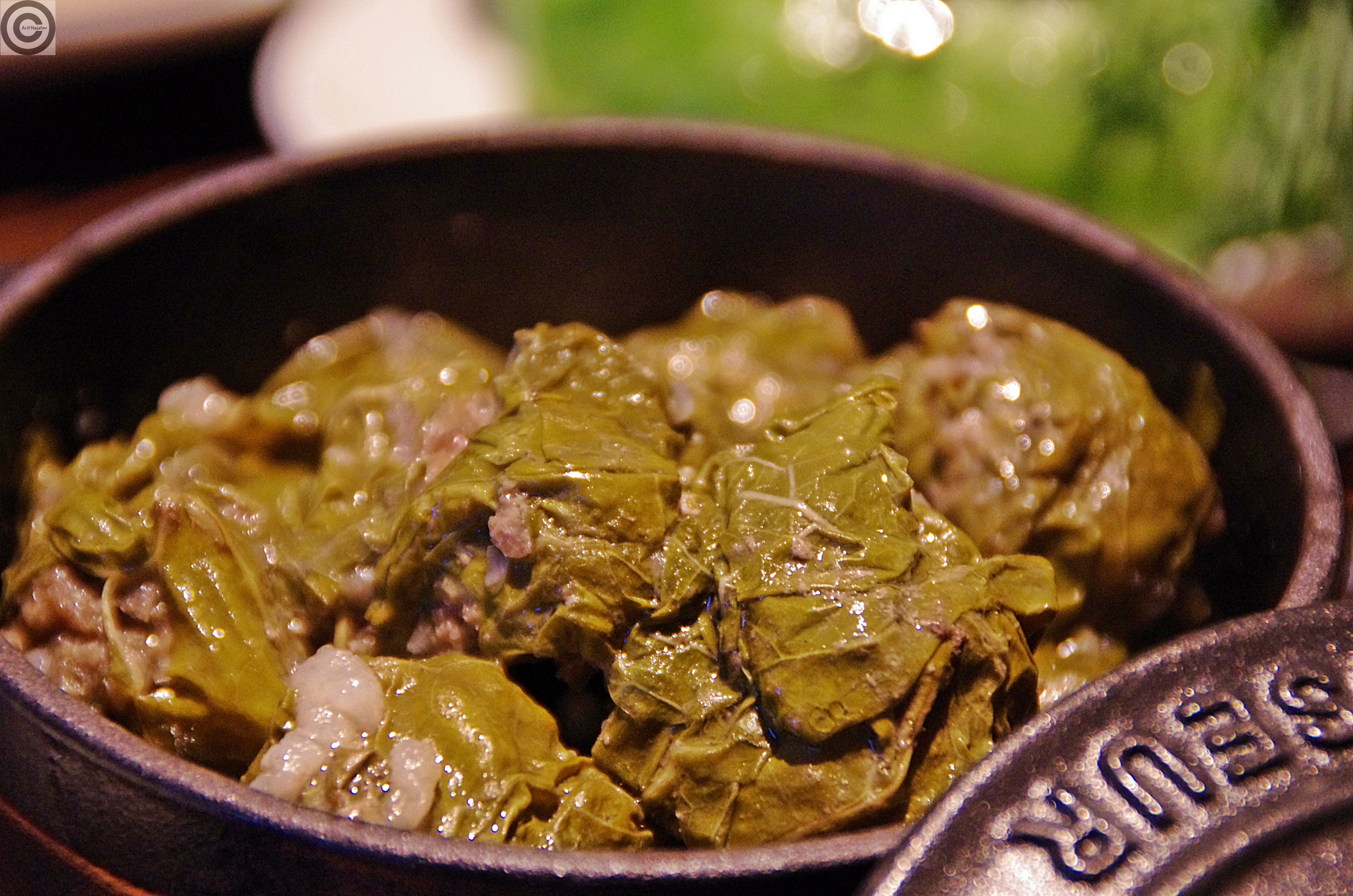
Азербайджанская долма
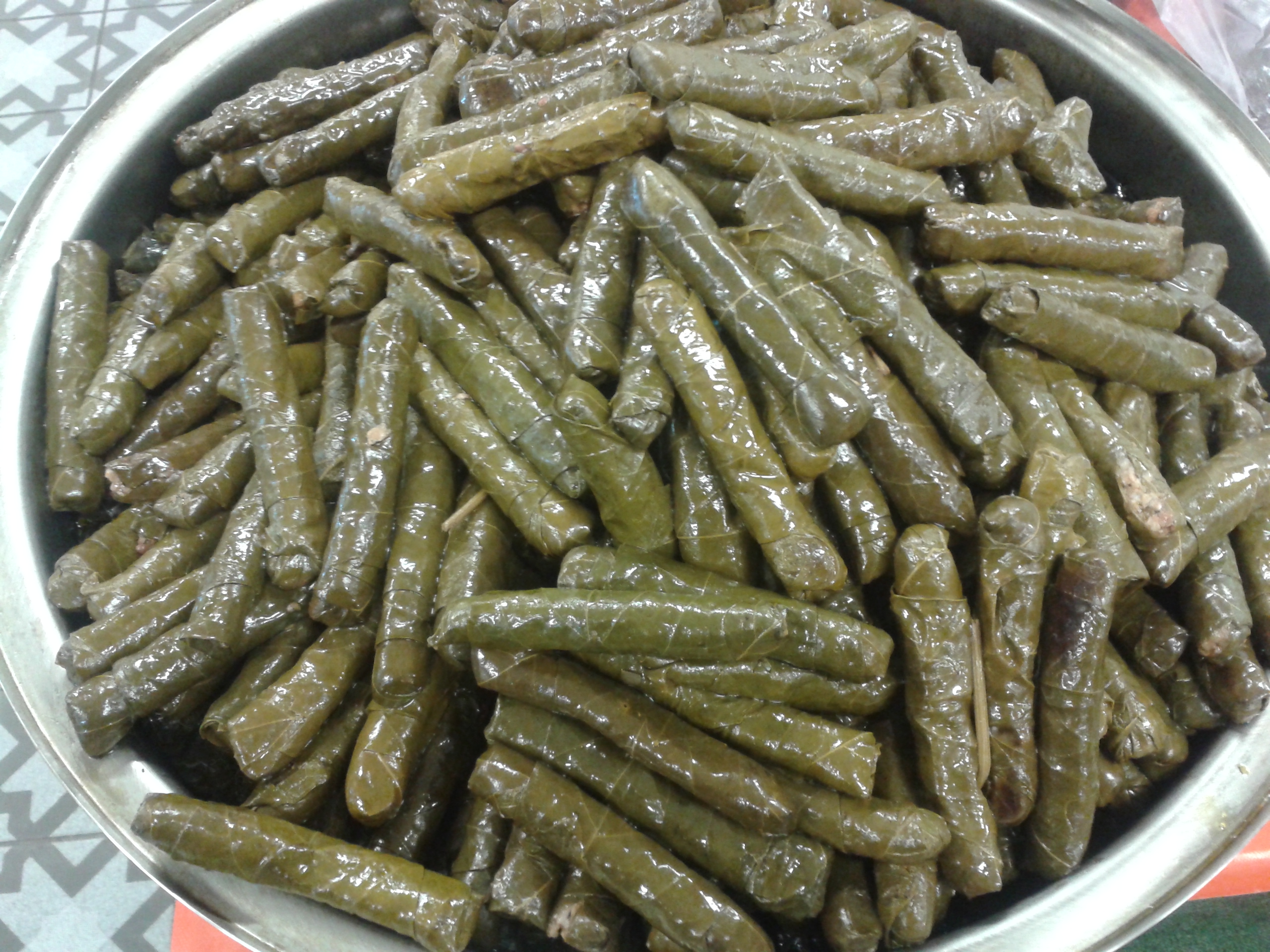
Япрак сарма
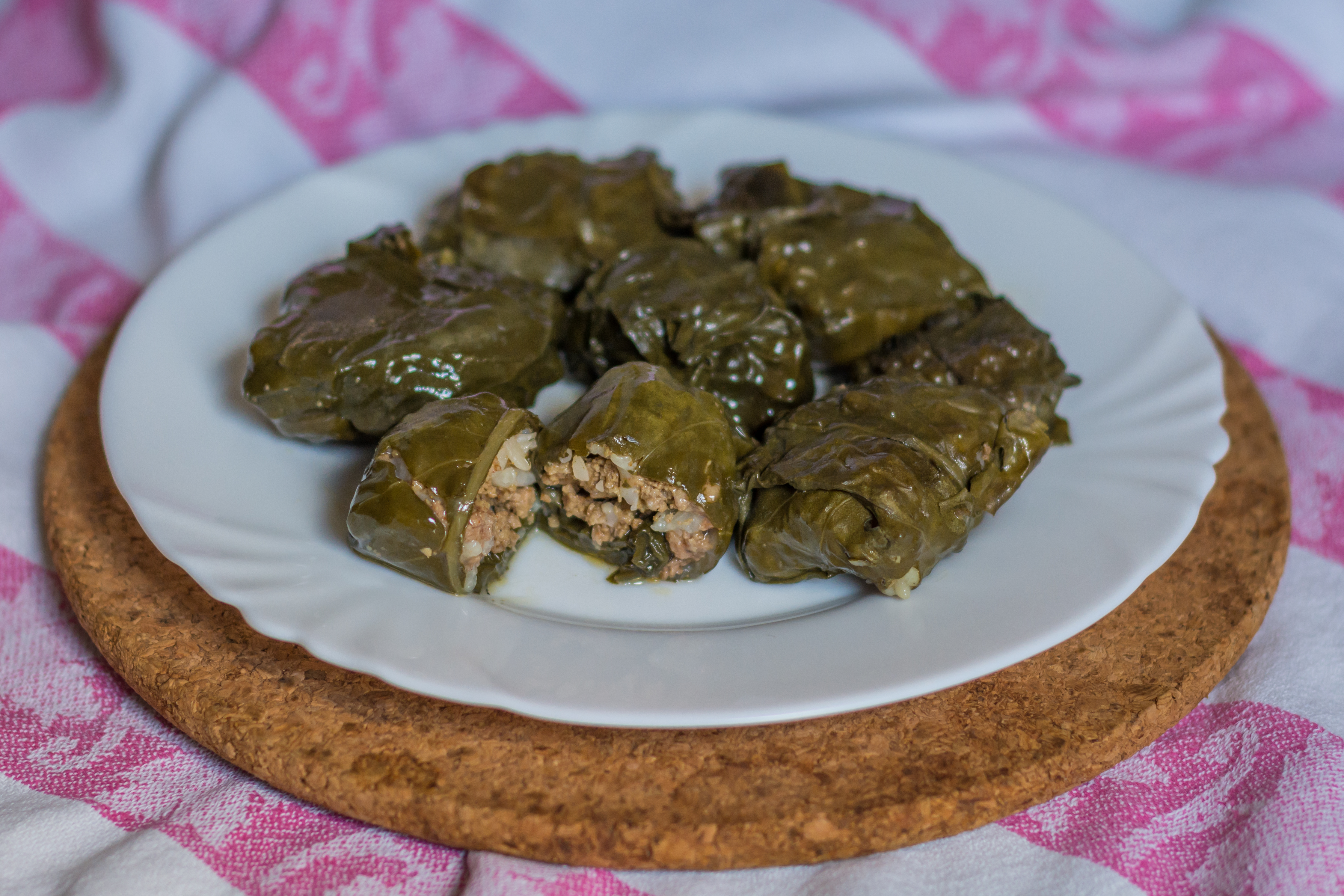
Сармале